# Dionysios av Alexandria

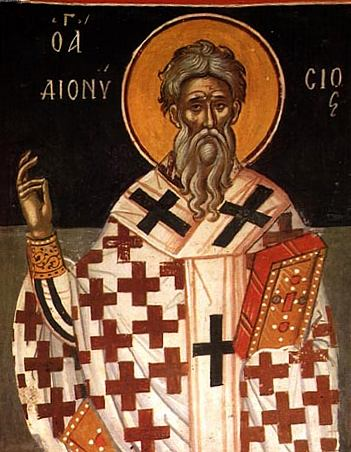
Ikon av Dionysios av Alexandria.

Dionysios av Alexandria (latin: Dionysius Alexandrinus; även Dionysios den store), död 17 november 265, var biskop av Alexandria och är helgon i den orientaliska, katolska och ortodoxa kristendomen.
Dionysios var den mest framstående av Origenes’ lärjungar, blev år 232 föreståndare för kateketskolan i Alexandria och 248 biskop i samma stad. Han efterträdde Heraclas, som också varit hans lärare. Han fördrevs flera gånger under förföljelserna mot de kristna på Decius’ och Valerianus’ tid. 
Från Dionysios finns flera brev bevarade. Han var en framstående exeget, bland annat frånkände han aposteln Johannes författarskapet till Uppenbarelseboken, dock utan att ifrågasätta dess auktoritet. Han bekämpade energiskt sabellianismen, men betonade i stället för starkt den origenistiska kristologin och fick under påtryckning av Dionysius av Rom modifiera sin ståndpunkt. Detta var ett första steg mot Nicænum och dogmen om Kristi väsensenhet med Fadern. 
Han efterträddes som biskop av Maximus av Alexandria.